# 잭 스패로

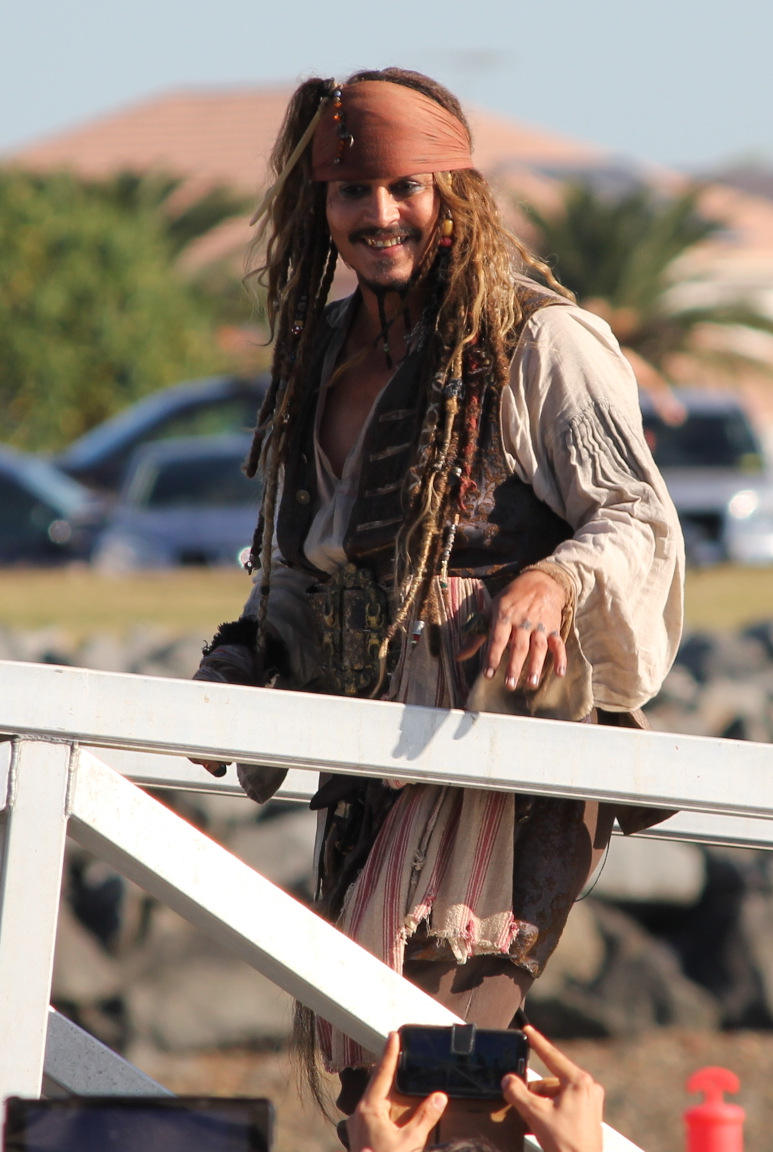

캡틴 잭 스패로(Captain Jack Sparrow, 잭 스패로 선장)는 테드 엘리어트, 테리 로지오가 각본한 캐리비안의 해적 영화 시리즈의 작중인물이자 주연으로, 조니 뎁이 연기했다. 《캐리비안의 해적: 블랙 펄의 저주》(2003년)에 처음 등장, 이어 《~ 망자의 함》(2006년), 《~ 세상의 끝에서》(2007년), 《~ 낯선 조류》(2011년)에서 계속 주인공으로 나온다. 원래는 조연급 캐릭터로 기획되었다고 한다. 이 작중인물은 조니 뎁의 연기로 생명을 얻었는데, 배우 자신의 말에 따르면 롤링 스톤스의 기타리스트인 키스 리처드의 의기양양하고 쿨한 성격과 만화 캐릭터 페페 르 퓨의 지나친 배짱을 겸비한 인물이라고 한다. 누가 그의 이름을 부를 때 "캡틴"이라는 말을 빼먹으면 화를 내는 것이 특징이다.
잭 스패로는 또한 어린이 책 《Pirates of the Caribbean: Jack Sparrow》 시리즈의 주인공으로도 나오는데, 그의 어린 시절의 이야기가 담겨 있다. 다양한 비디오 게임에서도 등장한다.
영화 속에서 잭 스패로는 해적 연합(The Brethren Court)의 아홉 영주 중의 하나이다. 신뢰도가 거의 없고, 무기나 힘보다는 재치와 계략, 협상 능력으로 무수한 고비를 넘기며, 위험한 상황에서는 일단 도망가되 필요할 때만 싸운다. 스패로는 처음 등장할 때 배신자 헥터 바르보사에게 빼았긴 자신의 배 "블랙 펄"을 되찾겠다며 되뇌며, 동인도회사와의 전투 시에서는 전설적인 인물 데비 존스이게 진 빚의 대가를 피해가려고 시도한다. Sparrow는 참새라는 뜻이다. 